# Thạnh Phú, Thạnh Hóa
Thạnh Phú là một xã thuộc huyện Thạnh Hóa, tỉnh Long An, Việt Nam.

## Địa lý
Xã Thạnh Phú có vị trí địa lý:
- Phía đông giáp xã Thuận Nghĩa Hòa
- Phía tây giáp xã Thạnh Phước
- Phía nam giáp xã Thủy Tây
- Phía bắc giáp các xã Thạnh Phước và Thuận Nghĩa Hòa.

Xã có diện tích 30,06 km², dân số năm 1999 là 4.046 người, mật độ dân số đạt 135 người/km².

## Hành chính
Xã được chia thành 4 ấp: Thạnh Lập, Cả Cỏ, Ông Hiếu, Ông Quới.

## Lịch sử
Sau năm 1975, Thạnh Phú là một xã thuộc huyện Mộc Hóa.
Ngày 26 tháng 6 năm 1989, Hội đồng Bộ trưởng ban hành Quyết định 74-HĐBT. Theo đó, chuyển xã Thạnh Phú về huyện Thạnh Hóa mới thành lập.